# Дашкесанский район
Дашкеса́нский райо́н (азерб. Daşkəsən rayonu) — район на западе Азербайджана. Центр — город Дашкесан.

## Этимология
Название района происходит от названия районного центра, города Дашкесан. Сам же топоним Дашкесан означает «место добычи камня (железной руды)».

## История
Дастафюрский район образован 8 августа 1930 года с центром в селе Дастафюр. 30 июня 1943 года центр района был перенесён в селение Верхний Дашкесан.
В 1948 году районный центр перенесен в город Дашкесан. 2 апреля 1956 года Дастафюрский район был переименован в Дашкесанский.
4 января 1963 года упразднен, а территория передана Ханларскому району. 6 января 1965 года восстановлен.

## География
Район граничит на севере с Шамкирским, на востоке с Гёйгёльским, на юге с Кельбаджарским, на западе с Кедабекским районами, на юго-западе с Республикой Армения.
Расположен на северо-востоке Малого Кавказа, на высоте 1600—1800 метров над уровнем моря. Рельеф района по направлению на север — гористый (Муровдагский и Шахдагский хребты). Присутствует система каньонов. На территории Дашкесанского района расположена часть Башкенд-Дастафюрской впадины. В районе расположены вершины Гиналдаг (3367 метров), Кошкар (3361 метр). Территория преимущественно состоит из юрских и меловых отложений.
Среди полезных ископаемых железная руда, кобальт, алунит, мрамор, барит, золото. Присутствуют минеральные источники.
На территории района распространены бурые горно-луговые дерновые, бурые горнолесные почвы. Растительный покров состоит из альпийских и субальпийских лугов, широколиственных горных лесов (дубы, грабы, буки), кустарниковых и редколесных лугов. Из животных на территории района обитают косули, лесные куницы, безоаровые козлы и другие; из птиц — куропатки, улары (горные индейки), тетерева, голуби.
Климат зимой в горах средней высоты — сухой и умеренный, в высокогорных селах — холодный и влажный. Лето прохладное. Средняя температура в январе колеблется от −12 до −2°С, в июле от 6 до 18°С. Среднегодовой уровень осадков — 500—900 мм.
Из рек протекают Кошкарчай, Шамкирчай, Гянджачай. Все реки принадлежат к бассейну Куры. На реке Кошкарчай создано водохранилище.

## Население
| Год  | Азербайджанцы | %    | Армяне | %    | Русские | %   | Всего  |
| ---- | ------------- | ---- | ------ | ---- | ------- | --- | ------ |
| 1939 | 9137          | 97,5 | 63     | 0,7  | 99      | 1,1 | 9370   |
| 1959 | 17 372        | 49,3 | 16 626 | 47,2 | 896     | 2,5 | 35 222 |
| 1970 | 22 552        | 63,2 | 12 118 | 34,0 | 613     | 1,7 | 35 666 |
| 1979 | 25 811        | 76,9 | 7 325  | 21,8 | 241     | 0,7 | 33 566 |
| 1999 | 30 328        | 99,6 | 6      | 0,1  | 46      | 0,2 | 30 418 |

| Численность населения | Численность населения | Численность населения | Численность населения | Численность населения | Численность населения | Численность населения | Численность населения | Численность населения | Численность населения | Численность населения | Численность населения |
| 1939                  | 1959                  | 1970                  | 1976                  | 1979                  | 1989                  | 1991                  | 1999                  | 2009                  | 2013                  | 2014                  | 2018                  |
| --------------------- | --------------------- | --------------------- | --------------------- | --------------------- | --------------------- | --------------------- | --------------------- | --------------------- | --------------------- | --------------------- | --------------------- |
| 9370                  | ↗35 222               | ↗35 666               | ↘34 200               | ↘33 268               | ↘27 405               | ↗27 500               | ↗30 418               | ↗32 694               | ↗33 500               | ↗33 700               | ↗35 000               |

В 1976 году плотность населения составляла 33,7 человек на км². В 2015 году — 32,75 человек на км².
На 2015 год 59,9 % населения проживает в сёлах.

## Экономика

### История
В период СССР район стал одним из крупнейших промышленных регионов страны. В районе находились Азербайджанский горно-обогатительный комбинат, алунитовый рудник, мраморный завод, районный отдел треста «Азсельхозтехника».
Важное место в экономике района занимала добыча полезных ископаемых.
Была начата разработка дашкесанского месторождения железной руды. В 1945 году было образовано Дашкесанское рудное управление. В 1954 году была начата добыча концентрата железной руды. Месторождение активно разрабатывалось до 1994 года. На месторождении было 6 залежей, в том числе «Северо-восток», «Северо-запад», «Юго-восток», «Юго-запад», «Демиров», «Дардере». В период СССР залежь «Северо-восток» была полностью выработана, залежи «Северо-запад» и «Юго-восток» были частично выработаны.
На дашкесанской железной руде работал Руставский металлургический завод, на дашкесанском алуните работал Кировабадский алюминиевый завод.
В сельском хозяйстве были развиты животноводство, выращивание картофеля и зерна. В 1977 году в районе существовали 2 колхоза и 6 совхозов.
Количество пригодных земель на 1976 год насчитывалось 47 тысяч гектаров. Из них 4,2 тысячи гектаров пахотных земель, 300 гектаров земель, выделенных под многолетние растения, 2,2 тысячи гектаров рекреационных земель, 8,5 тысяч гектаров, выделенных под сенокос, 31,8 тысяча гектаров пастбищ.
Из 4,2 тысяч гектаров 32 % было выделено под зерновые и зернобобовые культуры, 33 % под овощи и картофель, 35 % под кормовые культуры. В нагорье и низкогорье выращивались фрукты и виноград. В колхозах района содержалось 9,5 тысяч голов крупного рогатого скота, 23,7 тысячи голов мелкого. В 1976 году хозяйствами района было получено 7,3 тысяч тонн картофеля.

### Современное положение
Район относится к Гянджа-Дашкесанскому экономическому району. Развивается животноводство, выращивание фруктов, картофеля. Действуют пчеловодческие хозяйства. Осуществляется производство мёда.
В горных районах развилось богарное земледелие, выращиваются фрукты и бахчевые культуры. В хозяйствах на 2017 год содержалось 25 081 голова крупного, 109 176 голов мелкого рогатого скота, 37 203 единиц птицы. Количество пригодных земель составляет 42,8 тысяч гектаров. Из них 1,7 тысяча гектаров засеяна, 30,3 тысяч гектаров выделено под пастбища.
В 2017 году в районе произведено 1 742 тонны зерна, 17 тонн бобовых, 13 087 тонн картофеля, 1 448 тонн овощей, 630 тонн фруктов и ягод.
Важной отраслью является добыча полезных ископаемых, горнодобывающая и горно-обогатительная промышленность. Крупным предприятием района является Дашкесанский горно-обогатительный комбинат (ОАО «Daşkəsən Filizsaflaşdırma»), являющийся единственным предприятием по обогащению железной руды в Закавказье. Железорудные концентраты поставляются на Руставский металлургический завод. Железная руда при прохождении производственного процесса на комбинате обогащается на 60 %.
На ноябрь 2023 года объём залежей на Дашкесанском рудном месторождении оценивается в 306,23 млн тонн.
Действует Зегликский производственный участок «Alunit», занимающийся добычей алунитовой руды, которая используется при производстве алюминия-оксида на Гянджинском алюминиевом заводе.
В районе находятся мраморный карьер ООО «Rizvan», известняковый карьер ООО «Azərbaycan Şəkər İstehsalat Birliyi», золотой рудник ООО «Azərbaycan Beynəlxalq Dağ-Mədən Ehtiyyatları üzrə Əməliyyat şirkəti», комплекс предприятий по производству мяса, молокозавод.

## Инфраструктура
Через район проходит автодорога Гянджа-Дашкесан, железная дорога Алабашлы-Кушчинский Мост. Есть подвесная канатная дорога длиной в 4 км для доставки железной руды из Дашкесана в Кушчинский.
На 2017 год в районе действуют 11 АТС и 15 почтовых отделений.

## Культура
С 1933 года издается общественно-политическая газета «Дашкясян». В 1958 году начато вещание местной радиостанции.

## Образование
В районе на 2009 год находилось 12 дошкольных учреждений, 44 среднеобразовательных школы, 28 клубов, 16 домов культуры, музей, 47 библиотек.

## Здравоохранение
В Дашкесанском районе находятся 3 больницы на 110 коек, 28 врачебных амбулаторий, центр эпидемиологии и гигиены. На 2018 год в медучреждениях района работало 26 врачей, 115 средних медицинских работников.

## Достопримечательности
На территории района расположены крепости «Даштепе», «Чобан даши», «Молла Абдулла». Памятник «Нагарадагы», относящийся к каменному веку, а также археологические раскопки в селах Загалы, Гурубулаг, Хошбулаг, Дердере свидетельствуют о том, что история Дашкесана восходит к каменному веку. В селе Човгал расположены армянская церковь (1869) и крепость (1891), в селе Баян находятся мост (XV век), армянская церковь (1863) и армянский монастырь (1823).
В селе Човгал расположены церковь (1869) и крепость (1891), в селе Баян находятся мост (XV век), церковь (1863) и монастырь (1823), в селе Хошбулак расположены одноименные курганы (железный и бронзовый века) и крепость Дашлытепе (бронзовый век)..

### Човдарский некрополь
В феврале 2019 года в ходе строительных работ в Човдарском золоторудном месторождении в селе Човдар (с 2017 года разработкой месторождения занимается ЗАО «AzerGold») были обнаружены образцы древних гробниц. Строительные работы были прекращены и организована археологическая экспедиция Института археологии и этнографии. Археологические раскопки длились около 5 месяцев. Здесь было обнаружено 156 могил и более 6 000 экспонатов. Найденные артефакты относятся к Ходжалинско-Гядабейской культуре эпохи поздней бронзы-раннего железа. В 2021 году между AzerGold и Институтом археологии и этнографии было подписано соглашение для проведения камеральных исследований артефактов.